# 조르주 레이에

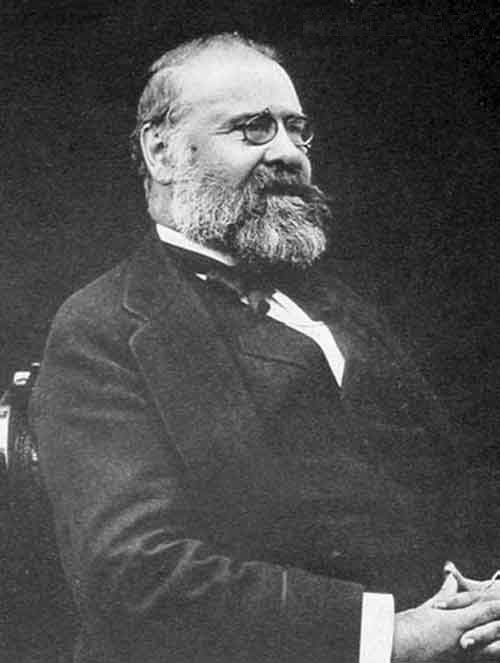
조르주 레이에

조르주 레이에(Georges Antoine Pons Rayet, 1839년 12월 22일 ~ 1906년 6월 14일)는 프랑스의 천문학자이다. 샤를 볼프와 함께 볼프-레이에별이라는, 기존의 항성과 다른 스펙트럼을 갖는 별을 발견했다.
조르주 레이에는 프랑스 보르도에서 태어났다. 고등 사범학교를 졸업했고 1863년부터 파리 천문대에서 일했다. 천문학 외에도 기상학 연구도 겸하여 수행했다. 그는 파리 천문대에서 1866년 나타난 신성 스펙트럼을 관측하던 중, 종전에 볼 수 없었던 스펙트럼을 검출했다. 레이에와 볼프는 같은 스펙트럼을 정상적으로 보여주는 항성을 찾았으며, 1867년 백조자리 내 은하에 있는 새로운 천체를 발견했고, 이를 '볼프-레이에별'로 명명했다. 그가 발견한 볼프-레이에별은 질량이 큰 별이 최후를 맞기 전의 모습이며, 초신성 폭발을 일으키는 천체의 후보로 여겨지고 있다.
그는 보르도 천문대를 설립했으며, 이후 25년 동안 천문대장직을 맡았다.